# 佐藤美和子
佐藤 美和子（さとう みわこ）は、『週刊少年サンデー』で連載されている青山剛昌原作の漫画作品、およびそれを原作とするテレビアニメなどのメディアミックス『名探偵コナン』の作品に登場する架空の人物である。
アニメでの声優は湯屋敦子が担当する。ドラマでの俳優は上野なつひが担当。

## 人物
警視庁刑事部捜査第一課強行犯捜査三係の警部補。捜査一課のアイドル的存在で、狙撃・格闘技術共に作中有数の実力者でもある。誕生月は4月。年齢は推定28歳、刑事歴は4年以上。一人称は「私」。二十世紀梨が大好物で、嫌いな食べ物はないが、フランス料理は「肩が凝るようなお店で苦手」だという。ノンキャリアでありながら、20代で警部補に昇進しているため、非常に優秀であることが伺える。
父の佐藤 正義（さとう まさよし、声 - 大川透）は元捜査第一課強行犯捜査三係の警部だったが、物語開始の18年前に殉職している（その際、二階級特進により警視正となった）。入庁後、父の使用していた手錠をお守り代わりに持っている。マンションで一人暮らしだが、母（本名は不明。声 - 秋元千賀子）が暮らす実家も都内にあり、非番の日に帰ることも多い。その際には寝転びながらテレビを見ている姿を嘆いた母から、よく見合い話を持ち出される。一度、母の勧めで白鳥任三郎と見合いをしたことがあるが、よそ見しながら足の指でつまみあげた写真が偶然白鳥だっただけで、本人は全く乗り気ではなかった。
少年探偵団が所属する帝丹小学校1年B組のクラス担任である小林澄子が眼鏡を外した姿は佐藤と瓜二つの顔であり、そのことが白鳥が佐藤に惚れていた原因である。佐藤は初めて小林の顔を見たときに「どこかで見たような顔」と言っているが、自分と小林がそっくりであることを気付くまでには至っていない。アニメでは両者の髪の色は違っており、佐藤は茶色に近い黒髪に対し、小林は青色に近い黒髪である。小林と入れ替わって帝丹小学校内で犯人逮捕したことがある。
勘は非常に鋭く、自ら推理をして事件の真相に迫ることもある。江戸川コナンが毛利小五郎を眠らせて「眠りの小五郎」を演じた際に本当に寝ているのではないかと疑って彼の口をつねったため、コナンは佐藤の前では「眠りの小五郎」を控えるように心がけている。また、担当した事件の裏に黒ずくめの組織が関わっていた際も、コナンや小五郎の動向とは関係なく裏で暗躍する存在には薄々感づいていた。コナンの正体には気付いていないものの推理力は高く買っており、彼が事件の捜査に関与することにも比較的寛容である。「高校生探偵」と騒がれる工藤新一と服部平次に関してはその能力に疑いを持っていたが、犯人を特定するまでの捜査の迅速さを見た際には驚愕していた。
正義感と使命感が強い一方、激情に駆られやすい面もあり、同僚の仇である犯人を復讐心から射殺しかけたことがある。
劇場版には第4作『瞳の中の暗殺者』で初登場。同作では蘭を庇おうとした際、犯人の銃撃で重傷を負わされ、数日間意識不明となって生死をさまようが、エンディング前には無事に意識を取り戻したことが語られている。第7作『迷宮の十字路』で再登場し、以降、警視庁メンバーとしてほぼ毎回登場するようになる。
基本的には高木渉とセットで登場するが、稀に高木抜きで登場することもある。蘭や園子、服部平次との絡みは少ない一方、少年探偵団と事件現場で出会うことが多い。
第1回キャラクター人気投票での順位は13位（21票）。2020年5月7日発売の雑誌『ダ・ヴィンチ』2020年6月号で実施された「読者にしあわせを与えてくれたキャラ」ランキングでは18位を獲得した。
連続ドラマでは目暮が登場しないため、彼の役割を兼ねている。

### 射撃・格闘技術
原作とテレビアニメ版で発砲シーンが描かれている唯一の刑事であり、劇場版では音楽ホール内にて十数メートル離れた隣のボックス席にいる犯人が手に持った携帯電話サイズの起爆装置を、狙撃用の追加装備も無しに使用拳銃のニューナンブM60の一撃で撃ち落とすなど、高い射撃技術を持つ。なお、同銃については当初は前期型、それ以降は後期型（最終型）を使用している。
格闘技も得意で、関節技で犯人を制圧することがある。劇場版では人質に取られた状態からジャーマン・スープレックスも決めている。派手な容姿に変装しての囮捜査中には、それに気付かずナンパしてきた柔道の達人でもある小五郎を一撃で倒している。また、歩道橋から走行中のバスの屋根へ飛び降りた犯人を追いかけた際には自分も後続車の屋根へ飛び乗り、さらに地上へ逃げた犯人を追って自分も飛び降りるという驚異的な身体能力を披露している。

### 運転技術
車の運転技術も非常に高く、事件遺族の少女を見舞うために走り屋の聖地・群馬県の冬名峠へ通い詰めた際、伝説のドライバー「銀白の魔女」として語り継がれていたことがあったが、本人に自覚はない。犯人を追跡する際には、父から受け継いだ黒のマツダ・RX-7（FD3S）を、WRCのドライバーに負けず劣らずの技術で走らせるのが常である。ドリフト走行の際には悲鳴のような大声をあげる奇癖があり、それが「魔女」の字の由来となっている。しかし、車についての知識は愛車が「FD」ということすら知らないほど疎く、名前を聞いて外車だと思っていたほどである。テレビアニメ版では、大型自動車免許が必要なキャリアカーを運転している。

### 対人関係
3年前に爆弾事件で殉職した同僚・松田陣平に想いを寄せ続けていたが、後に同一犯による爆弾事件を解決して過去から解き放たれた。その後は、以前から気になる存在であった高木渉と恋人同士になる。フラッシュバックで松田の最期を思い出すこともあるが、関係は非常に良好で、職務中でも2人の世界に入ってしまうことがある。非番の日には同僚たちの目を盗んでデートを楽しんでおり、当初はそのことをよく思わない捜査一課の男性刑事総動員で張り込まれることもあった。
親友の宮本由美に誘われて数合わせの合コンに参加することもあるが、左手の薬指の意味やホワイトデーを知らないなど、男女交際に関する一般的知識には疎い傾向がある。過去にも松田を含めて複数の片思い経験があったらしく、恋愛経験そのものが皆無だったわけではない。
目暮十三警部には亡き父と姿を重ねており、父のように慕っている。
松田陣平ら警察学校組の1年後輩であり、後に捜査一課に配属された伊達やコンビを組んでいた松田。愛車が降谷と同じRX-7であるため間接的な縁がある。さらに卒業式では降谷とも会話している描写がある。。しかし、佐藤の方は降谷を覚えておらず「安室さん」として認識している。
ただ、5人がかなりのヤンチャをしまくったため、その影響が響き、佐藤と由美の代の警視庁警察学校は規律が信じられないくらい厳しくなっており、警察学校の思い出がほとんどないと高木刑事に話している。
初恋の人物はルパン三世。劇場版『ルパン三世VS名探偵コナン THE MOVIE』では銭形警部の指揮下に入り、ルパンの逮捕任務に燃えて一度は手錠をかけるが、その直後に銭形共々感電で焦がされた。